# Бьоркгрен, Нейт
Нейт Бьо́ркгрен (англ. Nate Bjorkgren; род. 20 июня 1975 года в Сторм-Лейк, штат Айова, США) — американский баскетболист и тренер. С 2020 по 2021 год работал главным тренером клуба НБА «Индиана Пэйсерс». На студенческом уровне играл за университет Южной Дакоты и университет Буэна-Виста.

## Карьера тренера
С 2007 по 2011 год Бьоркгрен работал ассистентом главного тренера в команде лиги развития НБА «Айова Энерджи», где он стал чемпионом Лиги развития в 2011 году. С 2011 по 2013 год он главным тренером клуба «Дакота Уизардс», который позже сменил свою локацию и стал называться «Санта-Круз Уорриорз». В сезоне 2013/14 Бьоркгрен работал главным тренером «Айова Энерджи». В сезоне 2014/15 он работал главным тренером «Бейкерсфилд Джэм».
30 июля 2015 года стал координатором по развитию молодых игроков и ассистентом главного тренера команды НБА «Финикс Санз». 22 октября 2017 года Бьоркгрен был отстранён от работы с Финиксом и до конца сезона 2017/18 он работал в штабе скаутов «Торонто Рэпторс».
В июле 2018 года Бьоркгрен стал ассистентом главного тренера «Торонто Рэпторс» Ника Нерса, с которым он работал в «Айова Энерджи» с 2007 по 2011 год. В 2019 году Бьоркгрен стал чемпионом НБА, когда в финале Торонто обыграли «Голден Стэйт Уорриорз». Бьоркгрен стал первым ассистентом главного тренера, который выигрывал НБА и Джи-Лигу НБА.

### Индиана Пэйсерс (2020—2021)
20 октября 2020 года Бьоркгрен стал главным тренером «Индиана Пэйсерс». В дебютном матче в качестве главного тренера команды НБА Индиана обыграла Нью-Йорк со счётом 121—107.